# 黎光長
黎光長（1923年6月12日—1999年9月7日），越南共和國官員，為最後一任越南共和國財政部長。

## 生平
1923年6月12日，黎光長出生於法屬印度支那美湫省調和村。
早年畢業於法國國立稅務學校並持有法律學位，曾在法國財政部接受在職培訓及1967年率領越南共和國代表團赴美國考察。1974-75年任財政部長，也是最後一任。
1975年4月30日西貢淪陷後，黎光長被越共當局送往再教育營接受政治改造，後獲釋並前往法國定居，直到1999年9月7日在下萊茵省斯特拉斯堡逝世。